# 妙経寺 (佐渡市)
妙経寺（みょうきょうじ）は、新潟県佐渡市中原にある日蓮宗の寺院。山号は法華山。旧本山は身延山久遠寺。塔婆供養の霊場として知られ立正大師日蓮の消息（手紙）の断片2点を所蔵する。

## 歴史
文永9年（1275年）に行われた塚原問答で入信した次郎入道信重（中興入道）が自身の邸に日蓮を開山に建立した法華堂（持仏堂）が起源。応永年間（1394年 - 1427年）和泉郷へ移転し寺号公称、弘治元年（1555年）現在地へ移転した。

## 伽藍
- 山門 : 楼門型の門

## 塔頭
- 塔頭として性善院、田成院、林性坊、真如院があった。いずれも現在は廃絶している。

## 交通アクセス
- 新潟交通佐渡 佐和田バスステーションより徒歩約5分

## 参考資料
- 日蓮宗寺院大鑑編集委員会『宗祖第七百遠忌記念出版 日蓮宗寺院大鑑』大本山池上本門寺 (1981年)
- 児玉信雄『佐渡の五重塔』刀水書房